# Малосолоне
Малосоло́не — село в Україні, у Бузькій сільській громаді Вознесенського району Миколаївської області. Населення становить 398 осіб.

## Населення

### Мова
Розподіл населення за рідною мовою за даними :
| Мова            | Кількість | Відсоток |
| --------------- | --------- | -------- |
| українська      | 343       | 86.18%   |
| російська       | 39        | 9.80%    |
| румунська       | 13        | 3.27%    |
| інші/не вказали | 3         | 0.75%    |
| Усього          | 398       | 100%     |